# Torrekullagården
Torrekullagården ligger i västra Kållered i Mölndals kommun och ägs sedan 1973 av Mölndals stad, som sedan 2010 driver anläggningen som arbetsmarknadsprojekt under dagtid vardagar, och lägerverksamhet på helgerna. Under 2011 fanns tankar om att sälja fastigheten för hotellverksamhet och friluftsliv. I slutet av 2011 och början av 2012 inkom Studiefrämjandet i Mölndal och Göteborg med en skrivelse om att få driva gården vidare i egen regi. Utöver tre kålleredsbor visade också STF förnyat intresse. Åren 2015–2019 bodde ensamkommande ungdomar i huset.

## Historik
Gården invigdes i februari 1945 som nytt hem och lanthushållsskola, och ersatte Kålleredshemmets gamla lokaler i Våmmedal Västergård. Skolan hade plats för 30 elever i ålder 14-18 år.  Syftet var att under två år ge eleverna en grundlig utbildning i husligt arbete och ett kristet hems fostran och stöd. 1942 köptes gården av Diakonianstalten Samariterhemmet i Uppsala, som hade lokal styrelse i Göteborg med egen ekonomisk förvaltning. Två diakonissor och ett antal utbildade lärare fanns i hemmet. Kålleredshemmet lades ner i juni 1971.

## I kommunens ägo
Den 25 april 1973 köpte Mölndals kommun gården med kringliggande marker (Torrekulla 1:5 och Torrekulla 1:62) - en sammanlagd yta på 412 658 kvm för 1,2 Mkr. Tänkbara användningsområden var endagskonferenser för upp till 100 personer, friluftsgård, vandrarhem med tältcamping, lägergård, kursgård och/eller uthyrning av rum för övernattning för som flest 35 personer.

## Nyinvigning 1984
Torrekulla turiststations utbyggnad blev klar på försommaren, men invigningen senarelades till oktober av flera skäl.
Med tillbyggnaden på 490 m² hade anläggningen 34 rum med 92 bäddar, barservering med matsal för 60 personer, självhushållsmatsal för 30, konferensrum, sammanträdesrum, sällskapsrum samt två bastur. Utomhus fanns motionsslingor med elljus, vandringsleder och dansbana.
Kommunalråd Gunnar Skog klippte det blågula bandet efter invigningstal av kommunens och Svenska Turistföreningens representanter. Fritidschef Thure Larsson och föreståndarparet Birger och Mari-Ann Norrhall fick beröm för sitt engagemang i utbyggnaden. Sedan gjordes en rundvandring i anläggningen av hög standard med sköna bäddar till ett förvånansvärt lågt pris. Från flera håll framfördes önskemål om fotbollsplaner i nära anslutning.

## STF Torrekulla Turiststation
Åren 1975–2009 drevs Torrekullagården som turiststation och vandrarhem av Svenska Turistföreningen STF med som mest 23 500 gästnätter och 4 500 konferensgäster per år. STF hade ett nyttjanderättsavtal med Mölndals stad som per automatik förlängdes med fem år i taget, men i februari 2007 sa kommunstyrelsens planeringsutskott upp avtalet för att framöver kunna ta ut en skälig hyra, vilket STF sa nej till. I det tidigare avtalet ingick att STF fick använda själva byggnaden helt gratis förutom rena driftkostnader. Mölndals stad ansvarade för underhållet, som eftersattes pga brist på hyresintäkter.